# Речки (Струго-Красненский район)
Речки — деревня в Струго-Красненском районе Псковской области России. Входит в состав сельского поселения «Новосельская волость».

## География
Находится на северо-востоке региона, в юго-западной части района.
Уличная сеть представлена тремя географическими объектами:  ул. Дачная, ул. Речная и ул. Центральная.

## История
До марта 2005 года деревня Речки входила в  Молодейскую волость.
В соответствии с Законом Псковской области от 28 февраля 2005 года № 420-ОЗ  деревня Речки, вместе с другими селениями упраздненной Молодейской волости, вошла в состав образованного муниципального образования Новосельская волость.

## Население
| 2001 | 2002 | 2010 | 2011 |
| ---- | ---- | ---- | ---- |
| 17   | ↘14  | ↘4   | ↗8   |

## Инфраструктура
Личное подсобное хозяйство.
Почтовое отделение, обслуживающее д. Речки — 181160; расположено в д.  Молоди.

## Транспорт
Просёлочные дороги.
Ближайшая железнодорожная станция Молоди на линии Санкт-Петербург — Псков Октябрьской железной дороги находится в д. Молоди.